# Горшково (Ивановский район)
Горшково — деревня в Ивановском районе Ивановской области России. Входит в состав Коляновского сельского поселения. Находится в пригородной зоне города Иваново.

## География
Находится у реки Востра, являющаяся административной границей с Лежневским районом. В радиусе менее километра находятся деревни Голяково Ивановского района, Апаницыно и Горшково Сабиновского сельского поселения Лежневского района.

## История
Входит в Коляновское сельское поселение с момента образования 25 февраля 2005 года в соответствии с Законом Ивановской области № 40-ОЗ

## Население
| 1859 | 1905 | 2010 |
| ---- | ---- | ---- |
| 59   | ↘50  | ↘10  |

### Национальный и гендерный состав
Согласно результатам переписи 2002 года, в национальной структуре населения русские составляли 100 % из 8  чел., из них 5 мужчин, 3 женщины.

## Инфраструктура
Личное подсобное хозяйство.

## Транспорт
Деревня доступна автотранспортом. 